# Beryszki
Beryszki (lit. Byriškė) – niezamieszkana wieś na Litwie, w rejonie Ignalino, 8 km na północ od Kozaczyzny.